# Saint-Denis-en-Margeride
Saint-Denis-en-Margeride (okcitán nyelven Sant Denis en Margeride) község Franciaország déli részén, Lozère megyében. 2011-ben 176 lakosa volt.

## Fekvése
Saint-Denis-en-Margeride a Margeride-hegység nyugati oldalán fekszik, Saint-Amans-tól 13 km-re északra, 1175 méteres (a községterület 995-1485 méteres) tengerszint feletti magasságban, a Mézère (a Truyère mellékvize) völgyében. A községterület túlnyomó részét erdő (nagyrészt fenyves) borítja, a Margeride gerincénél terül el a Croix de Bor állami erdőség.
Északról Saint-Alban-sur-Limagnole és Sainte-Eulalie,  északkeletről Saint-Paul-le-Froid, keletről La Villedieu, délről Estables és Les Laubies, nyugatról pedig Fontans községekkel határos.
A D5-ös megyei út köti össze a Bouviers-hágón (1418 m) keresztül Grandrieu-vel (18 km).
A községhez tartozik Le Crouzet, La Roche, Le Viala és Courbettes.

## Története
A falu a történelmi Gévaudan tartomány Randoni báróságához tartozott. 1145-ben mint a La Chaise-Dieu-i apátság birtokát említik először írásban. Az elvándorlás következtében az utóbbi két évszázad során lakosságának 3/4-ét elveszítette. 1961. szeptember 7-én neve Saint-Denis-ről Saint-Denis-en-Margeride-re változott.

### Demográfia
| Év   | Lakosság |
| ---- | -------- |
| 1793 | 805      |
| 1851 | 700      |
| 1876 | 837      |
| 1901 | 963      |
| 1936 | 561      |

| Év   | Lakosság |
| ---- | -------- |
| 1946 | 538      |
| 1954 | 469      |
| 1962 | 404      |
| 1968 | 375      |

| Év   | Lakosság |
| ---- | -------- |
| 1975 | 326      |
| 1982 | 284      |
| 1990 | 254      |
| 2010 | 182      |

## Nevezetességei
- Temploma 12. századi eredetű, a 19. században nyerte el mai formáját.
- Az első világháború áldozatainak emlékművét 1925-ben állították.[3]
- Saint-Denis- és Crouzet-kastélyok
- Crouzet-kápolna
- Gránitkereszt
- Pyramide-en-Porte-à-Faux - gránitsziklaformák

## Kapcsolódó szócikk
- Lozère megye községei